# Gregg Berger
Greggory "Gregg" Berger (n. 10 decembrie 1950, St. Louis, Missouri) este un actor de voce american. Este cel mai cunoscut pentru interpretarea rolului lui Odie din franciza Garfield.

## Roluri notabile

### Filme
- Spaced Invaders (1990)
- Police Academy: Mission to Moscow Lt. Talinsky
- Here Comes the Littles - Frank Little
- Ringing Bell (dublaj în engleză) - Chirin (ram)
- Lego: The Adventures of Clutch Powers - Watch Commander/Rock Powers
- The Transformers: The Movie - Grimlock
- The Rugrats Movie - Circus TV Announcer
- Garfield: The Movie - Odie the Dog (nem.)
- Garfield: A Tail of Two Kitties - Odie the Dog (nem.)
- Garfield Gets Real - Odie the Dog
- Garfield's Fun Fest - Odie the Dog
- Garfield's Pet Force - Odie the Dog and Odious
- Felidae (dublaj în engleză) - Cult Member (neconfirmat)
- Monsters University - Voci suplimentare
- The SpongeBob SquarePants Movie 2 - TBA
- Wrinkles: In Need of Cuddles - Wrinkles

### Televiziune
- Aaahh!!! Real Monsters - The Gromble
- Batman: The Brave and the Bold - Creature King, Hammer Toes
- Clifford's Really Big Movie
- Disney's House of Mouse - Thomas O'Malley
- Duckman - Cornfed Pig
- Fantastic Max - A.B Sitter
- Garfield and Friends - Odie,  Orson, Floyd, alte voci
- Gargoyles - Leo
- G-Force: Guardians of Space - Hoot Owl (Hooty); Dr. Brighthead; Computor
- G.I. Joe: A Real American Hero - Colonel Brekhov, Cutter, Firefly, Ripcord, Sparks, Spirit
- Grim & Evil - Bailiff, Additional Voices
- Little Nemo: Adventures In Slumberland - Equestrian Master
- MAD - Jake Lonergan, Kingpin, Claudus
- Men in Black: The Series - Agent K (Series 2-4)
- Sesame Street - The Bellhop
- Spider-Man - Mysterio, Kraven the Hunter
- Star Wars: The Clone Wars - Kalani
- The Garfield Show - Odie, Squeak, Harry
- The Angry Beavers - Bill Licking, Additional Voices
- The Letter People - Mr. Z
- The Powerpuff Girls - Jack Wednesday
- Pound Puppies - Scrounger
- The Littles - Frank Little
- The New Adventures of Gigantor - Coldark
- The Transformers - Grimlock, Skyfire, Long Haul, Outback
- The Wuzzles - Tycoon
- This Is America, Charlie Brown - Myles Standish (episodul: "Mayflower Voyagers"), Orville Wright (episodul: "The Wright Brothers at Kitty Hawk"), Thomas A. Watson (episodul: "The Great Inventors")
- Timeless Tales from Hallmark
- Tranzor Z - Tommy Davis (Kouji Kabuto), Devleen (Baron Ashura)
- Wings - Clerk

### Jocuri video
- Age of Empires III - Frederick the Great
- Ape Escape 3 - Red Monkey
- Ape Escape Academy Red Monkey, Pipotron Red
- Arc the Lad: Twilight of the Spirits - Samson
- Call of Duty - Sgt. Moody, Additional Voices
- Call of Duty United Offensive - Sgt. Moody
- Curse of Monkey Island - Cutthroat Bill
- Dark Cloud 2 (PAL format Dark Chronicle) - Jurak, Borneo
- Dead Rising - Brock Mason
- Dishonored - Propaganda officer
- Dissidia Final Fantasy - Jecht
- Dissidia 012 Final Fantasy - Jecht
- EverQuest II - Narrator
- Final Fantasy X - Jecht
- Final Fantasy X-2 - Jecht
- Final Fantasy XIII-2 - Additional Voices
- Gabriel Knight 3: Blood of the Sacred, Blood of the Damned - Abbe Arnaud
- Grand Chase - Dungeon of Monsters
- Guild Wars: Factions - Erek
- Halo Wars - Captain James Gregory Cutter
- James Bond 007: Nightfire - Q
- Kingdom Hearts II - Eeyore
- Kinect Disneyland Adventures - Eeyore
- Legacy of Kain: Defiance - Turel
- Lightning Returns: Final Fantasy XIII  – voci suplimentare[2]
- Lost Odyssey - Adjutant General, Barkeeper, Citizen
- Marvel: Ultimate Alliance - Attuma, Galactus, The Thing
- Metal Gear Solid 3: Snake Eater - The Pain
- Resident Evil: Operation Raccoon City  - Erez Morris (Harley), Nemesis
- Skylanders: Swap Force - Magna Charge
- Skylanders: Trap Team - Magna Charge, Slobber Trap
- Spider-Man: Web of Shadows - Kingpin
- Spyro 2: Ripto's Rage - Ripto, Hunter the Cheetah, Gulp, Crush
- Spyro: Year of the Dragon - Hunter the Cheetah
- Spyro: Enter the Dragonfly - Ripto, Hunter the Cheetah, Crush, Gulp
- Star Wars Episode I: The Phantom Menace (video game) - Darth Maul
- Star Wars: Jedi Knight: Jedi Academy - Rax Joris, Additional Voices
- Star Wars: Knights of the Old Republic - voci suplimentare
- Small Soldiers (video game) - Archer
- Viewtiful Joe - Captain Blue, King Blue, Narrator
- Transformers: Fall of Cybertron - Grimlock
- Transformers: Rise of the Dark Spark - Grimlock, Lockdown
- Viewtiful Joe 2 - Captain Blue, Narrator
- Viewtiful Joe: Red Hot Rumble - Captain Blue, Narrator
- X-Men Origins: Wolverine - Blob
- X-Men: The Official Game - Beast
- Transformers: Devastation - Grimlock,Long Haul

## Legături externe
- Gregg Berger la Internet Movie Database

| Predecesor: - | Vocea lui Grimlock 1984-1987 | Succesor: David Kaye   |
| Predecesor: - | Vocea lui Jetfire 1984-1985  | Succesor: Scott McNeil |